# 若風学
若風 学（わかかぜ まなぶ、1971年6月26日 - ）は、青森県青森市出身で二子山部屋に所属していた元大相撲幕下力士。本名は相馬 学。最高位は東幕下3枚目。

## 経歴
小学生の頃から相撲を取り始め県大会に出場した。青森市立新城中学校に入ってからも相撲を取り続け、中学でも県大会にも出場した。元小結若獅子の芝田山にスカウトされ、二子山部屋に入門、1987年3月場所で初土俵を踏んだ。順調に番付を上げ、1989年9月場所で幕下に昇進した。その後は、病気などで三段目に落ちることもあったが、1991年5月場所から四股名を本名の「相馬」から「若風」に改名した。幕下時代の1994年11月場所から引退するまで弓取式をつとめた。1995年3月場所では東幕下3枚目まで番付を上げたが、2勝5敗の成績に終わり、その後は幕下の中位から下位で相撲を取り、結局十両の地位に届かないまま2000年1月場所限りで引退した。
引退後は大阪の運送会社「間口」に就職。同社は社長が二子山部屋の元力士。同社相撲部で活動し、ヘッドコーチとなった。同社には元幕下の朝陽丸と元前頭の朝乃翔も入社した。